# Еймс-Лейк (Вашингтон)
Еймс-Лейк (англ. Ames Lake) — переписна місцевість (CDP) в США, в окрузі Кінг штату Вашингтон. Населення — 1524 особи (2020).

## Географія
Еймс-Лейк розташований за координатами 47°38′2″ пн. ш. 121°57′38″ зх. д. / 47.63389° пн. ш. 121.96056° зх. д. (47.633955, -121.960611).  За даними Бюро перепису населення США в 2010 році переписна місцевість мала площу 4,45 км², з яких 4,14 км² — суходіл та 0,31 км² — водойми.

## Демографія
Згідно з переписом 2010 року, у переписній місцевості мешкало 1486 осіб у 560 домогосподарствах у складі 423 родин. Густота населення становила 334 особи/км².  Було 590 помешкань (132/км²).
Расовий склад населення:
| - 90,5 % — білих - 4,4 % — азіатів - 0,4 % — чорних або афроамериканців - 0,3 % — корінних американців - 0,2 % — вихідців з тихоокеанських островів |

До двох чи більше рас належало 4,2 %. Частка іспаномовних становила 2,4 % від усіх жителів.
За віковим діапазоном населення розподілялося таким чином: 27,1 % — особи молодші 18 років, 66,2 % — особи у віці 18—64 років, 6,7 % — особи у віці 65 років та старші. Медіана віку мешканця становила 42,7 року. На 100 осіб жіночої статі у переписній місцевості припадало 98,1 чоловіків;  на 100 жінок у віці від 18 років та старших — 98,4 чоловіків також старших 18 років.
Середній дохід на одне домашнє господарство  становив 142 008 доларів США (медіана — 125 170), а середній дохід на одну сім'ю — 132 900 доларів (медіана — 127 330). За межею бідності перебувало 7,1 % осіб, у тому числі 0,0 % дітей у віці до 18 років та 20,7 % осіб у віці 65 років та старших.
Цивільне працевлаштоване населення становило 689 осіб. Основні галузі зайнятості: науковці, спеціалісти, менеджери — 19,4 %, мистецтво, розваги та відпочинок — 11,5 %, інформація — 11,0 %.